# スティーブ・カーン
スティーブ・カーン（Steve Keirn、本名：Stephen Paul Keirn、1951年9月10日 - ）は、アメリカ合衆国の元プロレスラー。フロリダ州タンパ出身。
1980年代のスタン・レーンとのタッグチーム「ファビュラス・ワンズ（The Fabulous Ones）」、1990年代のWWFでの「スキナー（Skinner）」などの活動で知られる。2000年代後半から2010年代前半にかけては、FCWおよびNXTの運営に携わっていた。

## 来歴
エディ・グラハムが主宰していた地元フロリダのCWF（チャンピオンシップ・レスリング・フロム・フロリダ）にて1972年にデビュー。同年代のディック・スレーターやマイク・グラハムと競い合い、1975年4月には全日本プロレスに初来日、チャンピオン・カーニバルの第3回大会に出場した（予選トーナメント1回戦でザ・デストロイヤーに敗退）。以降もCWFを主戦場に、正統派レスリングを身上とするベビーフェイスとして活動。ボブ・バックランドともタッグを組み、1976年6月29日にボブ・ループ&ボブ・オートン・ジュニアからNWAフロリダ・タッグ王座を奪取。1978年10月2日にはキラー・カール・コックスを破りフロリダ版のブラスナックル王座を、翌週の10月10日にはザ・スポイラーを下してNWAフロリダ・ヘビー級王座を獲得した。
1979年12月10日、前王者ネルソン・ロイヤルの引退で空位となっていた NWA世界ジュニアヘビー級王座決定トーナメントにて、決勝でチャボ・ゲレロを破ったとして新王者となる。翌1980年1月、新日本プロレスに来日。2月1日に札幌でWWFジュニアヘビー級王者の藤波辰巳とダブル・タイトルマッチを行うが敗退、王座から陥落した（以後、同王座は「NWAインターナショナル・ジュニアヘビー級王座」として日本に定着）。
同年7月20日、ジム・バーネット主宰のジョージア・チャンピオンシップ・レスリングにて、NWA世界ジュニアヘビー級王座の「正式王者」レス・ソントンに挑戦。その後もジョージアでは、8月11日にバロン・フォン・ラシクからNWAジョージア・ヘビー級王座を奪取し、10月にはテリー・ファンク、翌1981年3月にはケビン・サリバンを破りナショナルTV王座を2回獲得した。主戦場のフロリダではドリー・ファンク・ジュニアやドン・ムラコと抗争を展開し、1981年5月29日にはオーランドにてハーリー・レイスのNWA世界ヘビー級王座に挑戦。同年下期からはテネシー州メンフィスのCWAに進出、ロン・バスやバグジー・マグローら巨漢ヒールを相手にミッドアメリカ・ヘビー級王座を争った。
1982年、フロリダでのライバルでもあったスタン・レーンを相棒に、ファビュラス・ワンズ（The Fabulous Ones）をCWAにて結成する。それまでのイメージを払拭し、コスチュームもタキシードと蝶ネクタイ、サスペンダーにスパンコール入りのロングタイツという派手なものに一新。1980年代のアイドル系タッグチームの先駆的存在となり、後のロックンロール・エクスプレスやファンタスティックスなどにも影響を与えた。CWAでは1982年から1985年にかけてAWA南部タッグ王座を通算14回獲得、1984年にはバーン・ガニアが牛耳るAWA本隊にも出場し、ニック・ボックウィンクル&マサ斎藤やロード・ウォリアーズとも抗争を展開している。
1987年のファビュラス・ワンズ解散後はフロリダ地区に戻り、CWFの後継団体FCW（フロリダ・チャンピオンシップ・レスリング）およびPWF（プロフェッショナル・レスリング・フェデレーション）にて1990年まで活動。1991年にはCWAの後継団体であるテネシーのUSWAでファビュラス・ワンズを一時的に再結成した。また、この時期よりプロレスリング・トレーナーとしての活動も開始しており、デニス・ナイト、マイク・オーサム、ジム・スティール、ジェフ・ファーマーなどがカーンの指導のもとデビューしている。
1991年7月、エバーグレーズのワニ密猟者をイメージしたヒール、スキナー（Skinner）に変身してWWFに登場。ボロボロのネルシャツをリング・コスチュームに、噛みタバコで口中を真っ黒に染め、狩猟ナイフやワニの爪を凶器に用いるなど、大胆なキャラクターチェンジを図った。ジョバーのポジションながら、ベテランの中堅ヒールとしてWWFには1993年下期まで在籍し、1991年12月3日にはPPV "This Tuesday in Texas" にてブレット・ハートのインターコンチネンタル・ヘビー級王座にも挑戦。1993年4月4日のレッスルマニアIXでは2人目のドインク・ザ・クラウン（Doink the Clown）に扮した。
1994年3月よりWCWに参戦。盟友スタン・レーンのパートナーでもあった元ミッドナイト・エクスプレスのボビー・イートンと組み、新チームのバッド・アティテュード（Bad Attitude）を結成するも活躍の機会には恵まれず、PPVのダーク・マッチなどに出場していた。セミリタイア後の1990年代中盤からは、タンパ周辺のインディー団体に単発的に出場。2001年10月には久々に新日本プロレスに来日、かつてのライバル藤波とのタッグも実現させた。
2004年よりスマックダウンのロード・エージェントとしてWWEと契約し、2005年5月にフロリダ州デイトナビーチにプロレスラー養成所 "School of Hard Knocks" を開校（後にフロリダ州ブランドンに移転）。2007年には、かつて主戦場としていたフロリダ地区の団体と同じ名称の新団体 "FCW" をWWEのファーム組織として旗揚げ。以降は団体運営と後進の指導・育成に携わり、2012年8月より新人発掘番組NXTとの統合で団体名がNXTレスリングを経て "WWE NXT" と改称されてからも、2013年6月まで要職を務めていた。

## 得意技
- ゲーターブレーカー（Gatorbreaker） ※スキナー時代に使用
- フォアアーム・スマッシュ
- ジャーマン・スープレックス

## 獲得タイトル
ナショナル・レスリング・アライアンス
- NWA世界ジュニアヘビー級王座（NWAインターナショナル・ジュニアヘビー級王座）：1回[6][7]

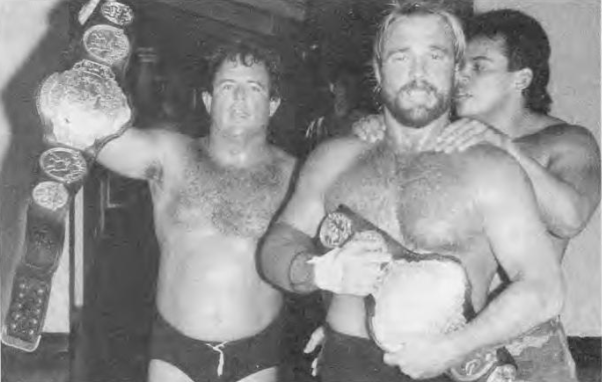
フロリダ・タッグ王座戴冠時（左はマイク・グラハム）

チャンピオンシップ・レスリング・フロム・フロリダ
- NWAフロリダ・ヘビー級王座：5回[5]
- NWAフロリダ・タッグ王座：14回（w / マイク・グラハム×11、ジム・ガービン、ボブ・バックランド、ブライアン・ブレアー）[3]
- NWAフロリダTV王座：1回[26]
- NWAフロリダ・ブラスナックル王座：1回[4]
- NWA南部ヘビー級王座（フロリダ版）：1回[27]
- NWA北米タッグ王座（フロリダ版）：1回（w / マイク・グラハム）
- NWA USタッグ王座（フロリダ版）：7回（w / マイク・グラハム×5、スタン・レーン×2）[28]

ジョージア・チャンピオンシップ・レスリング
- NWAジョージア・ヘビー級王座：1回[10]
- NWAジョージア・タッグ王座：1回（w / ミスター・レスリング）[29]
- NWAナショナルTV王座：2回[11]

NWAガルフ・コースト
- NWA USタッグ王座（ガルフ・コースト版）：1回（w / リッキー・ギブソン）[30]

コンチネンタル・レスリング・アソシエーション
- NWAミッドアメリカ・ヘビー級王座：2回[13]
- AWA南部タッグ王座：17回（w / スタン・レーン×14、ビル・ダンディー×2、テリー・テイラー）[15]
- CWAインターナショナル・タッグ王座：1回（w / マーク・スター）

ユナイテッド・ステーツ・レスリング・アソシエーション
- USWA世界タッグ王座：1回（w / スタン・レーン）[31]

サウスウエスト・チャンピオンシップ・レスリング
- SCW世界タッグ王座：1回（w / スタン・レーン）[32]